# Svetlana Ichmouratova
Svetlana Irekovna Ichmouratova (russe : Светлана Ирековна Ишмуратова, bachkir : Светлана Ирек ҡыҙы Ишморатова) souvent romanisé Svetlana Ishmouratova, née le 20 avril 1972 à Zlatooust, est une biathlète russe. Elle est championne olympique de l'individuel et du relais en 2006.

## Biographie
Elle obtient sa première sélection avec l'équipe de Russie aux Championnats du monde 1996. Dans la Coupe du monde, elle signe son premier top dix l'hiver suivant à Oberhof (7e) puis ses premiers podiums en 1997-1998 à Kontiolahti. Elle devient peu après championne du monde dans la course par équipes avec Anna Sprung, Olga Romasko et Albina Akhatova.
Durant la saison 2000 de Coupe du monde, elle finit pour la première fois dans le top dix du classement général, au sixième rang et sort vainqueur de ses deux premiers relais. C'est dans cette épreuve, qu'elle remporte trois titres mondiaux en 2001, 2003 et 2005, où elle double aussi avec une victoire en relais mixte.
Aux Jeux olympiques d'hiver de 2002, après une huitième place à l'individuel, elle gagne la médaille de bronze au relais.
Aux Championnats du monde 2003, Ishmouratova décroche ses premières médailles individuelles en grand championnat, avec le bronze sur la poursuite et l'argent sur la mass start juste derrière Akhatova.
En 2005, elle est notamment championne d'Europe de l'individuel, gagnant son premier titre individuel à cette occasion.
Lors de la saison 2005-2006, qui est sa dernière, la Russe fait partie des meilleures biathlètes (sixième du classement général), remportant notamment sa première victoire en Coupe du monde sur l'individuel d'Osrblie, après 21 podiums. En février 2006, elle devient double championne olympique, sur l'individuel avec une seule faute au tir, et sur le relais en compagnie de Anna Bogali-Titovets, Olga Zaïtseva et Albina Akhatova.
En décembre 2007, elle est élue dans la Douma d'État, où elle fait partie du Comité des sports.

## Palmarès

### Jeux olympiques
| Épreuve / Édition                              | Individuel                     | Sprint | Poursuite | Départ en masse                  | Relais                              |
| Jeux olympiques d'hiver de 2002 Salt Lake City | 8e                             | 9e     | 15e       | Épreuve inexistante à cette date | Médaille de bronze, Jeux olympiques |
| Jeux olympiques d'hiver de 2006 Turin          | Médaille d'or, Jeux olympiques | 10e    | 4e        | 12e                              | Médaille d'or, Jeux olympiques      |

Légende :
- : première place, médaille d'or
- : deuxième place, médaille d'argent
- : troisième place, médaille de bronze
- : pas d'épreuve

### Championnats du monde
| Mondiaux \ Épreuve              | individuel        | Sprint            | Poursuite                        | Départ en masse                  | Relais                   | Relais mixte                     | Course par équipes               |
| 1996 Ruhpolding                 | —                 | 27e               | Épreuve inexistante à cette date | Épreuve inexistante à cette date | —                        | Épreuve inexistante à cette date | —                                |
| 1998 Hochfilzen                 | JO Nagano         | JO Nagano         | —                                | Épreuve inexistante à cette date | JO Nagano                | Épreuve inexistante à cette date | Médaille d'or, monde             |
| 1999 Kontiolahti Oslo           | —                 | 24e               | 28e                              | —                                | —                        | Épreuve inexistante à cette date | Épreuve inexistante à cette date |
| 2000 Oslo                       | 54e               | 4e                | 25e                              | 9e                               | —                        | Épreuve inexistante à cette date | Épreuve inexistante à cette date |
| 2001 Pokljuka                   | —                 | 15e               | 16e                              | 12e                              | Médaille d'or, monde     | Épreuve inexistante à cette date | Épreuve inexistante à cette date |
| 2002 Oslo                       | JO Salt Lake City | JO Salt Lake City | JO Salt Lake City                | 10e                              | JO Salt Lake City        | Épreuve inexistante à cette date | Épreuve inexistante à cette date |
| 2003 Khanty-Mansiïsk            | —                 | 4e                | Médaille de bronze, monde        | Médaille d'argent, monde         | Médaille d'or, monde     | Épreuve inexistante à cette date | Épreuve inexistante à cette date |
| 2004 Oberhof                    | —                 | 9e                | 5e                               | DNF                              | Médaille d'argent, monde | Épreuve inexistante à cette date | Épreuve inexistante à cette date |
| 2005 Hochfilzen Khanty-Mansiïsk | 10e               | —                 | —                                | 11e                              | Médaille d'or, monde     | Médaille d'or, monde             | Épreuve inexistante à cette date |

Légende :

 : première place, médaille d'or

 : deuxième place, médaille d'argent

 : troisième place, médaille de bronze

 : épreuve inexistante ou absente du programme

— : pas de participation à cette épreuve

### Coupe du monde
- Meilleur classement général : 6e en 2000 et 2006.
- Vainqueur du petit globe de cristal de l'individuel en 2006.
- 24 podiums individuels : 2 victoires, 13 deuxièmes places et 9 troisièmes places.
- 27 podiums en relais : 13 victoires, 10 deuxièmes places et 4 troisièmes places.

#### Victoires
| Saison / Épreuve | Individuel          | Sprint | Poursuite | Mass-start (départ en masse) | Total |
| 2005-2006        | Osrblie Turin (J.O) |        |           |                              | 2     |
| Total            | 2                   | 0      | 0         | 0                            | 2     |

#### Classements annuels
| Année | Classement général final |
| 1997  | 46e                      |
| 1998  | 13e                      |
| 1999  | 19e                      |
| 2000  | 6e                       |
| 2001  | 10e                      |
| 2002  | 7e                       |
| 2003  | 11e                      |
| 2004  | 11e                      |
| 2005  | 12e                      |
| 2006  | 6e                       |

### Championnats d'Europe
- Médaille d'or de l'individuel et du relais en 2005.
- Médaille d'argent du sprint en 2003 et 2005.